# Michelene Chi
Michelene „Micki“ T. H. Chi (* 1950) ist eine US-amerikanische Kognitions- und Erziehungswissenschaftlerin.
Michelene Chi studierte an der Carnegie-Mellon University mit dem Bachelor-Abschluss 1970 und wurde dort 1975 promoviert.
Sie ist Professorin an der Arizona State University (Foundation Professor and Dorothy Bray Endowed Professor of Science and Teaching und Dorothy Bray Professor of Science and Teaching am Mary Lou Fulton Teachers College) und Direktorin des Learning and Cognition Lab der Universität.
Sie befasst sich damit wie Schüler und Studenten am besten Lernen, insbesondere in MINT-Fächern mit Schwerpunkt aktivem Lernen. Dort entwickelte sie das ICAP Konzept für Stufen aktiven Lernens (die Buchstaben stehen für die Rangfolge collaborative/Interactive, generative/Constructive, manipulative/Active, attentive/Passive). Mit Mitarbeitern entwickelte sie ein Lernmodul für Lehrer mit dem Ziel aktives Lernen bei Schülern in der Unterrichtsvorbereitung zu fördern. Sie erforschte, wie sich Konzepte entwickeln (Emergenz) in Bereichen, in denen vorher massive Missverständnisse vorherrschend waren, und sieht Lern-Videos als überlegen an, bei denen ein interaktiver Schüler-Lehrer Dialog stattfindet statt eines didaktischen Monologs.
Für 2019 erhielt sie den Rumelhart-Preis. Sie ist Mitglied der American Academy of Arts and Sciences (2016) und der National Academy of Education (2010).
Sie gehört zu den hochzitierten Wissenschaftlern.

## Schriften (Auswahl)
- Knowledge structures and memory development, in: Children’s Thinking: What Develops, Band 1, 1978, S. 75–96
- mit P. J. Feltovich, R. Glaser: Categorization and representation of physics problems by experts and novices, Cognitive Science, Band 5, 1981, S. 121–152
- mit Robert Glaser, Ernest Rees: Expertise in problem solving, Pittsburgh University Learning Research and Development Center, 1981
- mit M. Bassok, M. W. Lewis, P. Reimann, R. Glaser: Self-explanations: How students study and use examples in learning to solve problems, Cognitive Science, Band 13, 1989, S. 145–182
- mit J. D. Slotta, N. De Leeuw: From things to processes: A theory of conceptual change for learning science concepts, Learning and Instruction, Band 4, 1994, S. 27–43
- mit N. De Leeuw, M. H. Chiur, C. LaVancher: Eliciting self-explanations improves understanding, Cognitive science, Band 18, 1994, S. 439–477
- Quantifying qualitative analyses of verbal data: A practical guide, Journal of the Learning Sciences, Band 6, 1997, S. 271–315
- mit S. A. Siler, H. Jeong, T. Yamauchi, R. G. Hausmann: Learning from human tutoring, Cognitive Science, Band 25, 2001, S. 471–533
- Commonsense conceptions of emergent processes: Why some misconceptions are robust, Journal of the Learning Sciences, Band 14, 2005, S. 161–199
- Active-constructive-interactive: A conceptual framework for differentiating learning activities, Topics in Cognitive Science, Band 1, 2009, S. 73–105
- mit Ruth Wylie: The ICAP Framework: Linking Cognitive Engagement to Active Learning Outcomes, Educational Psychologist, Band 49, 2014, S. 219–243
- mit R. Glaser, M. J. Farr: The nature of expertise, Psychology Press 2014